# 格雷格·吉安福特
格雷戈里·理查德·吉安福特（英語：Gregory Richard Gianforte，/ˌdʒi.ənˈfɔːrteɪ/ JEE-ən-FOR-tay；1961年4月17日—），是美國商人、政治人物、軟體工程師和作家，現任蒙大拿州州长，前美國眾議院議員蒙大拿州單一國會選區。

## 外部連結
- 中的“格雷格·吉安福特”
- 美國國會國家人物傳記大辭典中的傳記
- 由華盛頓郵報維護的投票記錄
- 智慧投票计划中的傳記、投票紀錄及利益集團評級
- 聯邦選舉委員會中的競選財務報告和數據
- C-SPAN內的頁面（英文）